# 白旗トンネル
白旗トンネル（しらはたトンネル）は、静岡県駿東郡小山町にある東名高速道路のトンネルである。上り線のみに存在するトンネルで足柄サービスエリア - 鮎沢パーキングエリア間にあり、長さは215メートルである。東名高速道路の改築（拡幅）工事に伴い、1991年に開通した。この近くにはトンネルが多く、鮎沢パーキングエリア方面には所領トンネルなど、8つのトンネルがある。また、このトンネルを通る前に、斜張橋である東名足柄橋をわたる。

## 隣
E1 東名高速道路
(6)大井松田IC - 鮎沢PA - 白旗トンネル - (6-1)足柄SA/SIC - (7)御殿場IC